# Gudrun Malmqvist
Gudrun Harriet Malmqvist, född 15 oktober 1928 i Karlskrona, död 6 juni 2017 i Stockholm, var en svensk företagsledare. ’
Malmqvist, som var dotter till direktör Harry Malmqvist, studerade vid Textilinstitutet i Norrköping 1947–1948, vid William Read Ltd och Leeds Technical College 1951 och Stockholms Tillskärarakademi 1956. Hon var anställd av Stilmönster och Handarbetscentralen 1952–1956, direktris vid Blusexperten 1956–1958, Lunds Timmer & Foderämnes AB 1958–1960, inköpare-försäljare vid Nordiska Kompaniet 1960–1964, inköpare-stylist vid AB Turitz & Co 1964–1969, inköpare, marknadschef, vice verkställande direktör, verkställande direktör vid Gillblads 1969–1981 samt varugruppchef för varugrupp Kvinnan, inköpsdirektör och slutligen vice verkställande direktör för Nordiska Kompaniet från 1981 till pensioneringen.